# Xya hieroglyphicus
Xya hieroglyphicus är en insektsart som först beskrevs av Bei-bienko 1967.  Xya hieroglyphicus ingår i släktet Xya och familjen Tridactylidae. Inga underarter finns listade i Catalogue of Life.